# One of Them Days
One of Them Days es una película de comedia tragicomedia estadounidense de 2025 dirigida por Lawrence Lamont a partir de un guion de Syreeta Singleton. La película está protagonizada por Keke Palmer, SZA y Katt Williams . La trama trata de dos amigos que deben luchar para encontrar dinero para el alquiler después de que uno de sus novios lo desperdicie.
Producida por TriStar Pictures y Hoorae Media, One of Them Days se estrenó en cines de Estados Unidos y Canadá el 17 de enero de 2025, por Sony Pictures Releasing. La película recibió críticas positivas de los críticos y recaudó 51,8 millones de dólares.

## Argumento
La camarera Dreux Jones y la aspirante a artista Alyssa viven juntas junto con el novio de Alyssa, Keshawn, en un complejo de apartamentos deteriorado bajo la supervisión de un propietario estricto. Cuando llega el primer día del mes, su propietario les exige el dinero del alquiler de $1,500, afirmando que si no pagan antes de las 6 p. m., serán desalojados, a pesar de que tanto Dreux como Alyssa pensaban que ya habían pagado.
Después de mucha confusión entre las chicas, deducen que Keshawn debe haber tomado el dinero y huido con él después de que no lo encuentran. Lo rastrean en la casa de Berniece, una mujer con la que Keshawn lo ha estado engañando. Se produce un enfrentamiento en el que Keshawn revela que utilizó el dinero para invertir en su empresa de camisetas, y Berniece es atropellado por la puerta de un camión y jura venganza.
Dreux y Alyssa, ahora sin dinero y sin coche, acuden a un banco para solicitar préstamos, pero son rechazados debido a sus bajas puntuaciones de crédito. Luego terminan en un centro de donación de sangre. Dreux intenta donar tanta sangre como puede para ganar la mayor cantidad de dinero posible, pero se marea mientras lo hace. Cuando Alyssa descubre esto, se mete en un altercado con la enfermera inexperta, durante el cual pierden toda la sangre donada. Derrotados, se dirigen al restaurante de comida rápida de al lado, donde se encuentran con Maniac, un hombre con el que Dreux había estado coqueteando anteriormente. Después de comer, Alyssa deja a los dos solos, con una idea de cómo conseguir el dinero.
Poco después, llaman a Dreux y Maniac para ayudar a Alyssa, que está en un poste de electricidad intentando tomar el par de Air Jordan que habían quedado allí. Después de recuperarlos con éxito, ella es electrocutada por los cables. Consiguen vender las Jordans por 1.500 dólares y Dreux llega a tiempo a su entrevista de trabajo para el puesto de gerente de franquicia.
Durante todo esto, Berniece y Keshawn han estado tratando de rastrear a las chicas y localizar a Alyssa esperando a Dreux. A pesar de estar impresionada con la entrevista de Dreux, la pelea que sigue entre las tres chicas (durante la cual Berniece las golpea a ambas y les roba los $1500) deja una mala impresión en sus posibles empleadores, y se vuelven escépticos sobre darle el trabajo. Mientras Alyssa y Dreux discuten sobre su situación, reciben una llamada del despiadado gánster King Lolo, el hombre a quien pertenecían los Jordan, quien está enojado con ellos por vender sus zapatos y les dice que tienen hasta las 10 p. m. para darle $ 5,000 o los matará.
Al regresar a su complejo, las chicas descubren que su propietario ha procedido a desalojarlas y que todas sus pertenencias han sido arrojadas a la calle. Se encuentran con la nueva y alegre vecina Bethany, quien se ofrece a comprar uno de los cuadros de Alyssa. Al ver su gran número de seguidores en las redes sociales, organizan y publicitan una galería de arte improvisada esa noche en el complejo de apartamentos para recaudar dinero para donar al Rey Lolo, lo que resulta exitoso. Ganan suficiente dinero para pagarle, y el entrevistador de Dreux es uno de los asistentes, quien le dice que está impresionada por el evento y que espera una oferta telefónica para el trabajo.
Llega el rey Lolo y Alyssa sale corriendo, diciéndole a Dreux que lo entretenga porque tiene un plan para sacárselo de encima y al mismo tiempo evitar pagarle el dinero que tanto les costó ganar. Después de los disparos, las chicas desvían su atención y huyen para esconderse en su viejo apartamento vacío, solo para descubrir que allí está Keshawn, que ha encendido velas en un esfuerzo por recuperar a Alyssa. El Rey Lolo llega, y mientras se prepara para matar al trío, cierra la puerta detrás de él, lo que provoca que un trozo del techo caiga sobre su cabeza y lo deje inconsciente. Las velas también caen, incendiando el apartamento. Las chicas, Keshawn y un inconsciente Rey Lolo terminan atrapados en una habitación llena de humo, y Alyssa y Dreux se reconcilian. Los bomberos llegan y rompen las puertas para rescatarlos, uno de los cuales se revela como Maniac. Mientras Maniac y Dreux hablan sobre iniciar una relación, King Lolo es arrestado por no pagar sus préstamos morosos gracias a que Alyssa avisa al banco de préstamos. Alyssa finalmente corta lazos con Keshawn, y las chicas vuelven a consolidar su amistad.
Más tarde se demuestra que Dreux es un exitoso gerente de franquicia y Alyssa se convierte en una pintora de renombre. Los dos viven juntos en su apartamento recién reformado.

## Reparto
- Keke Palmer como Dreux
- SZA como Alyssa
- Vanessa Bell Calloway como Mamá Ruth
- Lil Rel Howery como El comprador
- Katt Williams como Lucky
- Maude Apatow como Bethany
- Patrick Cage como maniaco
- Gabrielle Dennis como Shayla
- Janelle James como Ruby
- Amin Joseph como el rey Lolo
- Keyla Monterroso Mejía como Kathy
- Joshua Neal como Keshawn
- Dewayne Perkins como Jameel
- Aziza Scott como Berniece
- Rizi Timane como Uche
- DomiNque Perry como Shameeka
- Dustin Ybarra como Joseph
- Ray Santiago como Fabián

## Producción
En abril de 2024, se anunció que Keke Palmer y SZA habían sido elegidos para los papeles principales.  En julio de ese mismo año, se anunció que varios otros actores, incluidos Lil Rel Howery y Maude Apatow, también habían sido elegidos para la película.  En agosto de ese mismo año, se anunció que Perkins, Joseph, Dennis y Perry habían sido elegidos para la película.  La película costó 14 dólares. millones para producir. 
trenos
La película se estrenó el 17 de enero de 2025.  Originalmente estaba previsto para el 24 de enero.  El estreno de la película en Los Ángeles el 13 de enero fue cancelado debido al incendio de Palisades . 

## Estreno
La película originalmente iba a estrenarse el 24 de enero de 2025. El 24 de octubre de 2024, se lanzó el primer tráiler oficial de la película, revelando que su título sería One of Them Days. En diciembre de 2024, se anunció que la fecha de estreno se había trasladado al 17 de enero de 2025, reemplazando el estreno en Estados Unidos de Paddington en Perú (2024). La película debía estrenarse en Los Ángeles el 13 de enero, pero se canceló debido a los Incendios forestales de California de 2025.

## Recepción

### Taquillas
En Estados Unidos y Canadá, One of Them Days se estrenó junto con Wolf Man y se proyectó que recaudaría entre 8 y 13 millones de dólares de 2.402 salas de cine en su primer fin de semana de cuatro días de MLK. Variety dijo que los incendios forestales en Los Ángeles no afectarían su desempeño en taquilla. La primera comedia negra femenina con clasificación R desde Girls Trip (2017), la película recaudó $4.5 millones en su primer día (incluidos $1.3 millones estimados) millones de los avances del jueves por la noche).  Debutó a 11,8 dólares. millones en su primer fin de semana (y un total de $14 millones en el marco de cuatro días), terminando segundo detrás de Mufasa: El Rey León (en su quinto fin de semana) y derrotando a Wolf Man .   Deadline Hollywood sugirió que la apertura podría haber sido mayor dada la recepción positiva de la película por parte de los críticos y el público, culpando al marketing de Sony, ya que la película había logrado 116,6 millones de impresiones en las plataformas de redes sociales, mientras que Girls Trip logró 71 millones de impresiones pero se estrenó con $ 31,2 millones en 2017.  One of Them Days recaudó $8 millones en su segundo fin de semana, $5.9 millones en su tercera, y $2.9 millón en su cuarto año.   

### Respuesta crítica
En el sitio web de reseñas Rotten Tomatoes, el 95% de las 83 críticas de los críticos son positivas, con una calificación promedio de 6.9/10. El consenso del sitio web dice: "Al ofrecer suficiente risa y química de sobra a través de Keke Palmer y SZA, One of Them Days hace que el género de comedia de amigos se sienta mágico una vez más". Metacritic, que utiliza un promedio ponderado, le asignó a la película una puntuación de 71 sobre 100, basada en 21 críticos, lo que indica críticas "generalmente favorables". Las audiencias encuestadas por CinemaScorele dieron a la película una calificación promedio de "A–" en una escala de A+ a F, mientras que los encuestados por PostTrak le dieron una puntuación general positiva del 84%, y el 63% dijo que "definitivamente la recomendaría".